# Jackyl

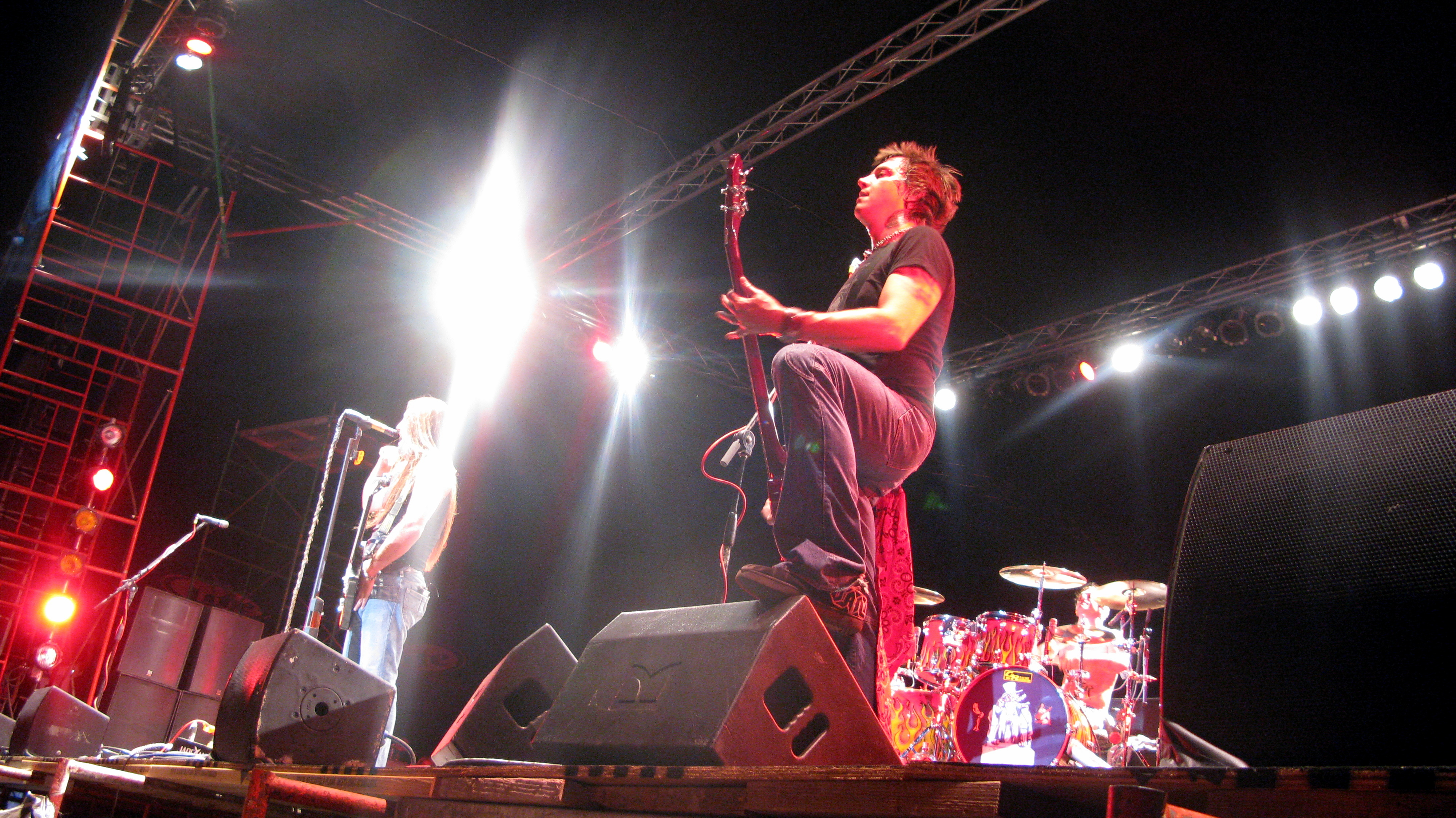
Jackyl in 2008

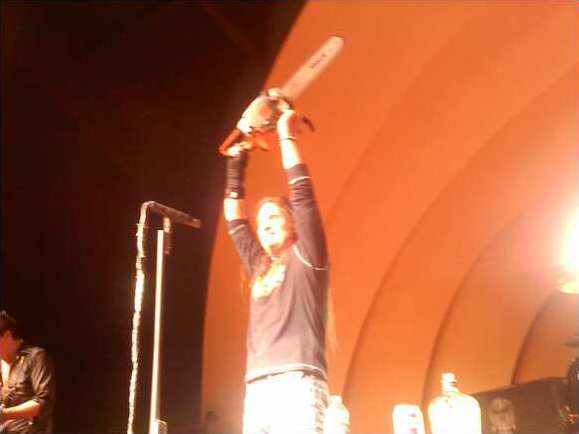
Jesse James Dupree met kettingzaag

Jackyl is een Amerikaanse rockband, opgericht in 1990. De sound van Jackyl wordt omschreven als een combinatie van hardrock, heavy metal en southern rock. Hun muziek wordt soms foutief als glam metal gecategoriseerd. 
De band is waarschijnlijk het beroemdst door het nummer "The Lumberjack", waarin een solo met een kettingzaag van leadzanger Jesse James Dupree voorkomt. Dupree gebruikt de gas- en remhendels om het toerental van de kettingzaag te sturen en zodoende de kettingzaag als muziekinstrument te bespelen. Hij deed dit ook tijdens optredens met als hoogtepunt Dupree die een houten krukje doormidden zaagt. 

## Huidige bandleden
- Jesse James Dupree - zang, elektrische gitaar, kettingzaag
- Jeff Worley -  gitaar
- Roman Glick - basgitaar
- Chris Worley - drums

## Discografie
- Jackyl (1992)
- Push Comes To Shove (1994)
- Night Of The Living Dead (1996)
- Cut The Crap (1997)
- Choice Cuts (1998)
- Stayin' Alive (1998)
- Relentless (2002)
- 20th Century Masters - The Millennium Collection: The Best of Jackyl (2003)
- Live at the Full Throttle Saloon (2004)
- When Moonshine And Dinomyte Collide (2010)

## Trivia
- Hoewel Jackyl bekendstaat om het gebruik van de kettingzaag als instrument, zijn er in hun hele discografie maar vier nummers waarin deze daadwerkelijk gebruikt wordt. The Lumberjack, Heading for Destruction, Cut the Crap en Billy Badass.
- Bij liveconcerten wordt de kettingzaag enkel bij The Lumberjack gebruikt.
- Brian Johnson van AC/DC heeft zijn stem geleend aan de band voor het nummer Locked and Locked.
- Het nummer Deeper in Darkness gaat over het overdragen van een geslachtsziekte.
- Jackyl heeft het Guinness Book of Records gehaald met de meeste optredens op een dag: 20 optredens van elk een uur binnen 24 uur.